# Олтецу (Валча)
Олтецу (рум. Oltețu) насеље је у Румунији у округу Валча у општини Затрени. Oпштина се налази на надморској висини од 236 m.

## Становништво
Према подацима из 2002. године у насељу је живело 174 становника, од којих су сви румунске националности.